# Leonardo Sandri
Leonardo Sandri (Buenos Aires, 18. studenog 1943.) argentinski je prelat Katoličke Crkve koji je kardinal od studenog 2007. godine.
U lipnju 2005. nadbiskup Sandri odlikovan je Viteškim velikim križem Reda za zasluge Talijanske Republike.